# 鯛生金山

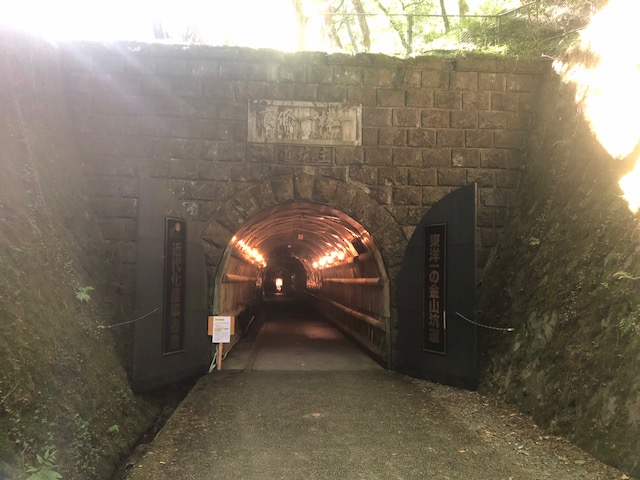
坑道入口

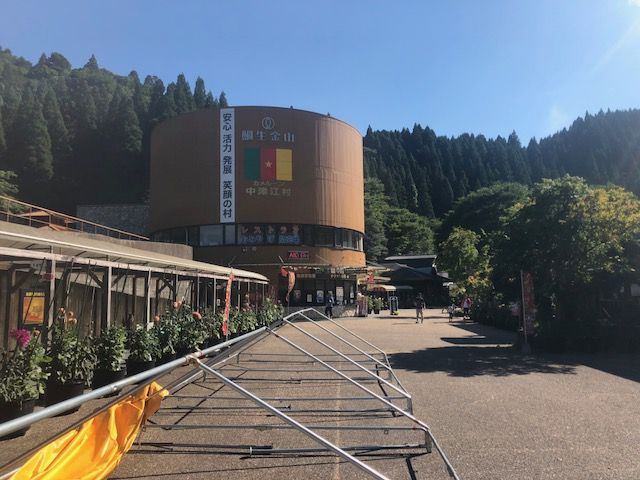
道の駅鯛生金山

鯛生金山（たいおきんざん）は、1898年（明治31年）から1972年（昭和47年）にかけて大分県日田市中津江村鯛生地区（旧日田郡中津江村）にあった金鉱山。
明治時代に発見された金鉱山で、最盛期の1934年（昭和9年）から1938年（昭和13年）にかけては年間産出量が佐渡金山を上回る2.3tに達した。昭和初期の全盛期には、全国から約3,000人の人が集まり、周囲には鉱山町が形成された。
鉱山は1972年（昭和47年）に資源枯渇のため閉山された。その後1983年（昭和58年）には旧坑道の一部が地底博物館として、また周辺に家族旅行村などが設けられ、更にその後2000年（平成12年）には道の駅鯛生金山として整備されている。

## 歴史

### 発見
- 1894年（明治27年）12月 - 通りがかりの行商人が拾った小石が金鉱石と判明したことをきっかけに、金鉱山が発見されたとされる。ただし、発見の時期や経緯については他に諸説がある。
- 1898年（明治31年）5月 - 鯛生の田島儀市と鹿児島の南郷徳之助が他数名と共同出資し、小規模な金鉱の採掘が始められる。当初は鯛生野鉱山と呼ばれていた。

### 開発と全盛
- 1918年（大正7年）5月 - イギリス人ハンス・ハンターが鉱業権を譲り受け、当時の額で100万円の資本金にて鯛生金山株式会社（Taio Gold Mines CO.LTD）を発足。エアー削岩、火薬、竪坑エレベーターなどの近代的な採掘設備を導入し、大規模な採掘を始める。これにより産出量が増え、周囲の山村は鉱山町に変貌していく。[1]
- 1919年（大正8年）8月31日 - 金山の鉱毒が問題となり、住民による初めての反対の動きが起きた。川辺尋常小学校に上津江村及び熊本県小国地区含め約300人を集めて中津江村民大会が開かれ、代表委員によって会社側との交渉が決議される。
- 1921年（大正10年）3月28日 - 日田郡長 出事（いで つかう）立会いの下、社長のハンターと中津江村長及び、村民団体代表の間に賠償金の支払い等を定めた覚書を取り交わす。しかし、その後も下流の日田地域等で鉱毒の被害は続き、一応の決着を見たのは 1928年（昭和3年）6月30日のこととなる。
- 1925年（大正14年） - 木村鐐之助が鉱業権を取得。1926年（大正15年）から1928年（昭和3年）までは、経営を久原鉱業株式会社（後の日本鉱業株式会社）に委任。
- 1929年（昭和4年） - 久原鉱業の撤退により、経営が木村商事株式会社に移る。薬師五郎が所長となり、以後、大きな富鉱脈が次々に発見される。
- 1936年（昭和11年） - 木村鐐之助の死去により、長男木村貞造が社長に就任。社名を鯛生産業株式会社に改称する。
- 1937年（昭和12年） - 鉱石の集積地となっていた福岡県羽犬塚町（現・筑後市）に鯛生工作工場を開設。鯛生金山の他、鯛生産業が保有する金山にて使用する各種機械の製造・修理を開始。後に吸収合併される事になるラサ工業の産業機械部門の起源となる。
- 1938年（昭和13年） - 年間産出量が、佐渡金山を抜いて日本国内最大の金山となる。
- 1941年（昭和16年） - 鯛生産業(株)、ラサ工業株式会社を吸収合併。
- 1943年（昭和18年） - 金鉱山整備令により資材の全てが三池、田川などの炭鉱に転用され、生産停止に至る。このため過半数の坑道が水没するなどし、後の操業再開時の障害となる。
- 1944年（昭和19年） - 鯛生産業(株)、保有する金山の鉱業権を帝国鉱業開発株式会社に譲渡。鯛生金山も同社に移転。

鯛生工作工場は鯛生産業に残留し、後にラサ工業羽犬塚工場となった。
鯛生産業は東亜鉱工株式会社に改称し、金山事業から撤退。東亜鉱工は戦後になり、ラサ工業株式会社に復称して現在に至る。

### 戦後の盛衰
- 1947年（昭和22年） - 水没していない坑道で操業を小規模ながら再開するも、鉱石の品質が低く、また戦後のインフレの影響もあり、翌年には再び閉山となる。
- 1956年（昭和31年）10月1日 - 新鉱業開発株式会社（前述の帝国鉱業開発の後身）と住友金属鉱山株式会社との共同出資により鯛生鉱業株式会社を設立し、水没した坑道の排水作業を開始する。
- 1958年（昭和33年）11月 - 鹿児島の大口鉱業株式会社を併合し本格的に稼動する。
- 1961年（昭和36年）には、鴻ノ舞鉱山、串木野鉱山についで日本第3位の金山に回復したものの、昭和40年以降は産金量が下落の一途をたどる。
- 1972年（昭和47年） - 枯渇のため閉山。地下500メートル（海抜0メートル）まで坑道は達し、総延長は110キロ。第4坑道以深の坑道はこれによって再び水没した。
- 1983年（昭和58年）4月 - 地底博物館として開館。（観光坑道800メートル）
- 2000年（平成12年）8月18日 - 道の駅に登録。
- 2007年（平成19年）11月 - 近代化産業遺産に認定された。